# Ridondanza (ingegneria)
La ridondanza, nell'ingegneria dell'affidabilità, è definita come l'esistenza di più mezzi per svolgere una determinata funzione, disposti in modo tale che un guasto di un sistema possa verificarsi solo in conseguenza di almeno due guasti contemporanei sul sistema diretto e su quello che è a protezione di quello diretto.
In pratica la ridondanza in ingegneria consiste nella duplicazione dei componenti critici di un sistema con l'intenzione di aumentarne l'affidabilità e la disponibilità, in particolare per le funzioni di vitale importanza per garantire la sicurezza delle persone e degli impianti o la continuità della produzione.
D'altra parte, poiché l'introduzione di ridondanze aumenta la complessità del sistema, le sue dimensioni fisiche e i costi, generalmente esse sono utilizzate solo quando i benefici derivanti sono maggiori degli svantaggi sopraccitati, il che necessita di uno studio approfondito adattato al particolare caso di interesse.

## Tipologia
Ci sono diversi tipi di ridondanza:
- Ridondanza attiva, quando tutti gli oggetti in ridondanza operano congiuntamente, ma ciascuno di essi è in grado di svolgere la funzione da solo in caso di guasto dell'altro (o degli altri) [2].
- Ridondanza “in standby”, quando solo uno degli oggetti in ridondanza (detto “primario” o “master”) è operante, mentre l'altro (detto “secondario” o “slave”) si attiva solo in caso di guasto del “primario”.
- A maggioranza di voto: in questo caso la ridondanza è costituita da un numero dispari di oggetti, oltre ad un elemento (“voter”) che misura un parametro definito in uscita da ciascun oggetto in ridondanza e compara tali misure.  Il sistema disattiva automaticamente l'oggetto (o gli oggetti) la cui risposta non è congruente con quella degli altri elementi. La disponibilità della funzione è garantita fino a che il numero di elementi funzionanti è superiore a quello degli elementi guasti; per garantire l'efficacia di questo metodo (utilizzato ad esempio nei computer di bordo in applicazioni aerospaziali) occorre inoltre garantire un'altissima affidabilità del “voter” [3][4][5]

## Applicazioni in informatica
In ambito informatico è comune, in caso di sistemi critici, avere apparati di ridondanza: p.es., due copie di dati mantenute sincronizzate in modo da garantire la continuità dell'esecuzione delle applicazioni anche in caso di danneggiamento del supporto contenente i dati stessi. Questo obiettivo si realizza con varie tecniche come per esempio le copie mirror o varie tipologie di dischi in configurazione RAID.
La ridondanza può essere estesa anche ad altre parti critiche di computer come sistemi di raffreddamento, alimentazione elettrica, schede di rete ecc., o addirittura all'intero sistema in un'architettura cluster in alta affidabilità, tale che automaticamente, un sistema può prendere il posto di quello non funzionante.
La ridondanza è anche una caratteristica negativa che si può avere in una base di dati relazionale. Partendo dall'assunzione semplificata che ad ogni città corrisponda un solo codice di avviamento postale e viceversa (cosa non sempre vera), un esempio di dati non normalizzati consiste nel salvare entrambi i dati quando si memorizza un indirizzo (quando basterebbe memorizzarne uno e desumere l'altro per mezzo di una relazione con un'altra tabella che associa i codici di avviamento postale ai comuni).
Nelle basi di dati non relazionali, invece, la ridondanza è vista come una delle possibili strade (da valutare in base al dominio dei dati) per gestire efficientemente query su grandi moli di dati in assenza di relazioni.

### Testi di carattere interdisciplinare
- S.B. Blanchard, Design and Manage to Life Cycle Cost, Forest Grove, Weber System, 1978.
- S.B. Blanchard, Logistics Engineering and Management, 4ª ed., Englewood Cliffs, New Jersey, Prentice-Hall, Inc., 1992.
- S.B. Blanchard, Maintainability: A Key to Effective Serviceability and Maintenance Management, New York, John Wiley & Sons Inc., 1995.
- E. Cescon, M. Sartor, La Failure Mode and Effect Analysis (FMEA), Milano, Il Sole 24 ore, 2010, ISBN 978-88-6345-130-6.
- R. Denney, Succeeding with Use Cases: Working Smart to Deliver Quality, Addison-Wesley Professional Publishing, 2005.
- C.E. Ebeling, An Introduction to Reliability and Maintainability Engineering, Boston, McGraw-Hill Companies, Inc., 1997.
- K.C. Kapur, L.R. Lamberson, Reliability in Engineering Design, New York, John Wiley & Sons, 1977.
- L. Leemis, Reliability: Probabilistic Models and Statistical Methods, Prentice-Hall, 1995, ISBN 0-13-720517-1.
- P. D. T. O'Connor, Practical Reliability Engineering, 4ª ed., New York, John Wiley & Sons, 2002.
- J.D. Patton, Maintanability and Maintenance Management, North Carolina, Instrument Society of America, Research Triangle Park, 1998.
- M. Broccoletti, Gli strumenti della Qualità, http://www.lulu.com, 2013.
- E. Grassani L'errore come causa di infortunio  2022  Editoriale Delfino Milano 2022, ISBN 978-88-31221-68-9

### Testi specifici per il campo dell'edilizia
- AA. VV., La qualità edilizia nel tempo, Milano, Hoepli, 2003.
- Bruno Daniotti, Durabilità e manutenzione in edilizia, Torino, UTET, 2012.
- Vittorio Manfron, Qualità e affidabilità in edilizia, Milano, Franco Angeli, 1995.
- UNI, UNI 11156-1, Valutazione della durabilità dei componenti edilizi. Terminologia e definizione dei parametri di valutazione, 2006.
- UNI, UNI 11156-2, Valutazione della durabilità dei componenti edilizi. Metodo per la propensione all’affidabilità, 2006.
- UNI, UNI 11156-3, Valutazione della durabilità dei componenti edilizi. Metodo per la valutazione della durata (vita utile), 2006.